# RIM-50 Typhon LR
Il RIM-50 Typhon LR era un missile terra-aria a lungo raggio, sviluppato per conto dell'US Navy a partire dalla fine degli anni cinquanta nell'ambito del sistema da combattimento Typhon. Nelle intenzioni dei vertici della marina, avrebbe dovuto sostituire il RIM-8 Talos: questo, tuttavia, non si verificò mai, a causa della cancellazione del sistema d'arma (e quindi del missile), nella prima metà degli anni sessanta.

## Storia

### Sviluppo
Il RIM-50 Typhon LR era la componente a lungo raggio del sistema Typhon. Inizialmente designato SAM-N-8, avrebbe dovuto sostituire i Talos a bordo delle navi da guerra di superficie della marina statunitense.
Il primo esemplare volò nel marzo 1961. Complessivamente, furono effettuati pochi test prima della cancellazione del programma, nel dicembre 1963. Poco prima, comunque, il missile ricevette la nuova designazione di RIM-50A.

## Descrizione tecnica
Nelle intenzioni dei progettisti, il SAM-N-8/RIM-50 avrebbe dovuto costituire un sistema terra-aria a lungo raggio, in grado di intercettare velivoli e missili alla velocità di Mach 3, razzi a corto raggio in avvicinamento a Mach 4, oltre che navi di piccole e medie dimensioni. Il SAM-N-8 aveva una lunghezza di 4,7 m, con un'apertura alare di 1,02 ed un diametro di 0,41. In grado di volare a Mach 4, aveva un raggio di 370 km, con una quota operativa massima di 29 000 m. Il peso complessivo era di 77 kg, con la possibilità di imbarcare una testata convenzionale (68 kg di esplosivo) o nucleare (una testata W-60).
La propulsione era assicurata da uno statoreattore sviluppato dalla stessa Bendix. Per la fase di partemza, era previsto l'utilizzo di un booster a propellente solido. Questo aveva una lunghezza di 3,7 m, un'apertura alare di 1,57 ed un diametro di 0,47. Il peso del booster era di 870 kg.